# Yūshi Naishinnō-ke no Kii
Yūshi Naishinnō-ke no Kii (祐子内親王家紀伊?) fue una poetisa y cortesana japonesa de la era Heian, también fue conocida como Ichinomiya no Kii o Kiikimi. Está incluida en las listas antológicas del Hyakunin Isshu y del Nyōbō Sanjūrokkasen.

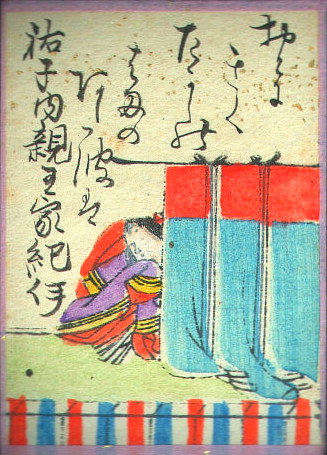
Yūshi Naishinnō-ke no Kii, en el Hyakunin Isshu.

Participó en diversos concursos de poesía entre 1056 y 1113. Sus poemas waka aparecen en la antología poética Goshūi Wakashū. También compiló sus poemas en el Ichinomiya no Kii Shū (一宮紀伊集?).